# Ангел Дамянов
Ангел Иванов Дамянов е български архитект и университетски преподавател, професор във Висшия инженерно-строителен институт.

## Биография
Роден е на 18 март 1909 г. във Видин. През 1931 г. завършва архитектура в Дрезден. От 1946 г. е доцент, а през 1963 г. е избран за професор във Висшия инженерно-строителен институт. През 1965 – 1967 г. основава и ръководи катедра „Жилищни сгради“ към Института. Умира на 2 май 1985 г.
Проектира редица обществени и жилищни сгради в София, Велико Търново, Ямбол, Стара Загора, Трявна:
- Библиотека музей във Велико Търново (1939 – 1952, с Веселин Хашнов);
- Баня „Мадара“ в София (1947);
- Спортната палата в София (1949 – 1954);
- Широкоекранен кинотеатър в Ямбол (1965).[1]

Автор е на трудовете:
- „Жилищни сгради“ (1959);
- „Високи пунктови жилищни сгради“ (1963);
- „Архитектурният образ на панелните жилищни сгради“ (1968, в съавторство).[1]